# Озёрск (Челябинская область)
Озёрск — город, закрытое административно-территориальное образование в Челябинской области России. Административный центр Озёрского городского округа. Население составляет 76 434 чел. (2023).
17 марта 1954 года закрытым секретным указом президиума Верховного Совета РСФСР посёлку госхимзавода им. Менделеева (впоследствии ПО «Маяк») было дано первое название Озёрск и присвоен статус города областного значения. Тут появились гражданские органы управления, Совет депутатов трудящихся. До 1994 года название города упоминалось только в секретном указе. 4 января 1994 года Озёрск упоминается в Законе РФ как город Российской Федерации. 1 апреля 1994 года город, носивший тогда почтовое наименование Челябинск-65, распоряжением главы администрации города переименован и снова получил название Озерск (официальное название без буквы ё). См. разъяснение об официальном названии города документ Роскадастр РФ.
Первенец атомной промышленности, ведь именно здесь создавался плутониевый заряд для первой атомной бомбы. Город со всех сторон окружён озёрами Иртяш, Кызыл-Таш, Малая и Большая Нанога, благодаря которым получил своё название.
Положили начало Озёрску (Челябинск-40, Челябинск-65) первые строители, первые работники завода № 817, который стал затем ПО «Маяк». 30 ноября в Москве окончательно определились, что строить комбинат с первым промышленым атомным реактором будут на Урале, а не в Кировской области, что следует из Постановления СНК 3007-892892сс от 01.12.45 г. «О заводе № 817». Выбрана площадка «Т» (южный берег озера Кызыл-Таш, ближайшая станция Кыштым). Здесь развернулось строительство первого атомного гиганта и появился город Озёрск
Согласно постановлению СМ СССР от 9 апреля 1946 года № 802—324 сс/оп во время строительства завода начал создаваться жилой посёлок с учреждением медицинско-санитарного и коммунально-бытового обслуживания. План строительства завода № 817 предусматривал сооружение жилого посёлка на 5 тыс. человек. Впоследствии город получил и народное название, которое оказалось более звучным и благостным для местных жителей. Жители стали называть его Озёрск, так он и называется в некоторых неофициальных источниках. Получилась такая полюбившаяся народом популярная транскрипция. Однако официальное название своё Озерск город получил и 17 марта 1954 года, и 1 апреля 1994 года, когда первый мэр города издал распоряжение о переименовании Челябинска-65 в Озерск на основании закона правительства РФ от 04.01.94 года, в документе буква Ё не использовалась.

## История
В годы Второй мировой войны перед СССР встала новая проблема создания атомной промышленности. Главе Советского государства, Сталину, было известно о развёртывании крупномасштабных операций по созданию атомной бомбы в Германии, Великобритании, Франции и США, поэтому он принял решение немедленно учредить совещательный научный орган для организации и координации работ по созданию атомного оружия.
В марте 1942 года по указанию И. В. Сталина в СССР начали разворачиваться работы по созданию атомной бомбы. 15 февраля 1943 года Государственным комитетом обороны принято решение о создании единого научного центра, ответственного за создание атомного оружия в Советском Союзе. Центр получил название Лаборатория № 2 Академии наук СССР. Началась реализовываться Программа по освоению возможностей ядерного синтеза, которая стала называться Атомный проект.
В августе 1945 года, после атомной бомбардировки японских городов Хиросимы и Нагасаки, осуществлённой США, Государственный комитет обороны СССР образовал специальный комитет, на который возлагалось выполнение Атомного проекта. Его председателем был назначен Л. П. Берия. Его заместителем и руководителем строительных работ Б. Л. Ванников.

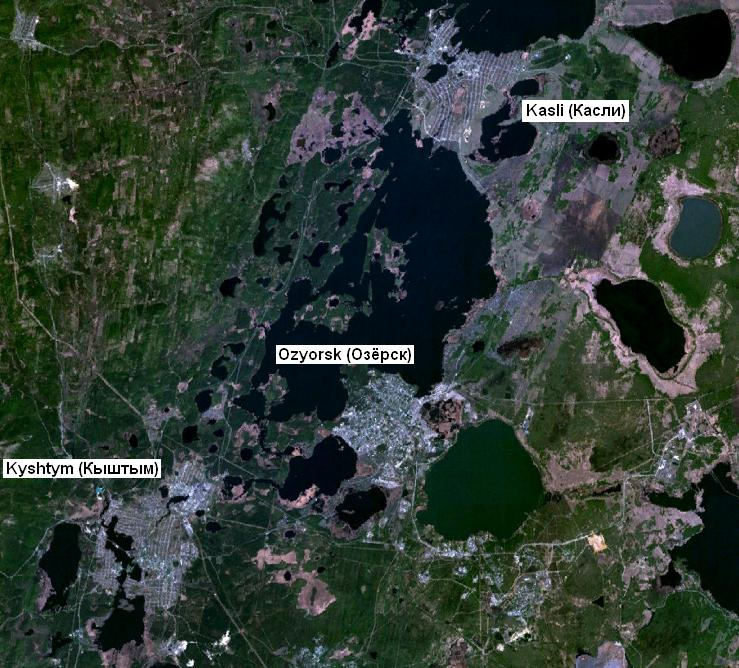
Кыштым, Озёрск и Касли со спутника

Затем начались долгие поиски кандидатуры на пост научного руководителя Программы. Отечественная наука располагала плеядой выдающихся исследователей, способных решить самые сложные научные проблемы. Выбор советских руководителей пал на Игоря Васильевича Курчатова.
С мая по декабрь 1945 года проводились работы на Южном Урале по поиску стройплощадки для строительства первого атомного реактора. Место под неё должно было быть не просто оптимальным с точки зрения производственной технологии, но и отвечать требованиям внешней секретности. Поисковые работы велись на обширной территории в восточных предгорьях Урала, около цепочки озёр Увильды на юге и Иткуль на севере. Хотели строить и в Кировской области. Эту идею отстаивал Б. Л. Ванников. Но победила версия И. В. Курчатова. Только 1 декабря согласно Постановлению правительства от 01.12.45 года «О заводе № 817» остановились на районе между городами Касли и Кыштым, на берегу озера Кызыл-Таш.
см. Письмо Курчатова Берии от 14.11.45 г и Постановление СНК СССР от 1.12.45 О заводе 817 — о выборе площадки под строительство комбината Маяк.
Жили первые строители в пионерском лагере. Тут раньше находились пионерские лагеря и подсобные хозяйства. Тут сначала был посёлок Теча https://www.ozersk74.ru/news/city/403883.php
В 1946 году было создано поселение при строительстве первого комбината с ядерным реактором, из которого и образовался в 1954 году город Озёрск.
```
10 ноября 
Я. Д. Рапопорт
, директор «Челябметаллургстроя», подписал приказ № 26 «Об организации строительного района № 11». Это ЖДстанция Тюбук. Туда и выезжала группа геодезистов капитана Семичастного. Пробыв там несколько дней, строители вернулись в Челябинск. И только после выбора площадки в декабре 1945 года, группа геодезистов во главе с капитаном Семичастным приступила к началу  строительства  комбината и затем города Озёрска. Так начала выполняться  Атомный проект на практике -силами подведомственного НКВД «Челябметаллургстроя», который развернул тут Строительство № 859. См. 
Строительство 859 и ИТЛ
```

Для первых строителей были арендованы постройки местного подсобного хозяйства. Организация снабжения промышленными и продовольственными товарами, питание людей на огромной стройке оказалось далеко не простым делом. С самого начала остро давал о себе знать недостаток хлеба, за которым приходилось идти пешком почти 10 километров. Строители работали в очень тяжёлых условиях.
Во всей округе тогда не было ни одной дороги, не говоря уже о железной, ближайшая железная дорога проходила на расстоянии около 5 км сообщением Свердловск — Кыштым — Челябинск, построенная ещё в 1895 году. Постепенно стали появляться лежнёвки для грузовых автомобилей, затем железные и бетонированные автодороги.
Первоначально существовало два посёлка. Один из них строился на месте нынешнего города, а второй — на расстоянии 12—15 километров от него, там, где и сейчас расположен посёлок № 2 Татыш. Строить в первые два года было не из чего, но, несмотря на это, была проделана огромная работа.

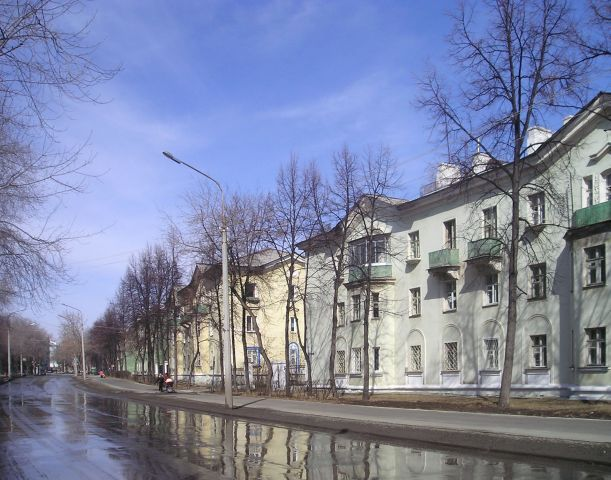
Старая часть города

Проектом предусматривалась застройка одно-двухэтажными домами, оснащёнными централизованной системой коммуникаций жизнеобеспечения, школа на 200 учащихся, клуб, магазин, баня. В километре от посёлка планировался железнодорожный вокзал.
В связи со всё возрастающим объёмом строительства промышленных объектов, временами численный состав строителей достигал 50 тыс. человек, что в десятки раз превышало первоначальную цифру. Поэтому пришлось заложить ряд новых улиц. Жилья катастрофически не хватало. Посёлок застраивался брусчатыми и щитовыми домами, одноэтажными коттеджами и двухэтажными каменными домами.
В 1948 году было принято решение о составлении Генерального плана соцгорода, который был разработан Ленинградским проектным институтом (ГСПИ-11), и утверждён в 1949 году. Город стал застраиваться двух-четырёхэтажными зданиями в неоклассическом стиле. В 1948—1950 годах застраивался парк культуры и отдыха. В 1950—1952 годах появились объекты здравоохранения в больничном городке. Так начинался Озёрск. https://nashural.ru/interesnoe/17-marta-2024-goda-atomgradu-ozersk-70-let/
К марту 1954 года на химкомбинате «Маяк» запустили шестой реактор. Численность персонала в несколько раз превысила проектную. В истории атомграда наступила новая эра, хотя по-прежнему его не было ни на одной географической карте, а жители имели прописку в Ленинском районе г. Челябинска и предупреждались о неразглашении места жительства и работы. До 1954 года выезд из зоны строительства был полностью закрыт. В почтовой переписке город в 1948—1966 годах именовали Челябинском-40 («Сороковка»), а в 1966—1994 годах — Челябинском-65.
4 января 1994 года распоряжением Правительства Российской Федерации установлено официальное географическое название населённого пункта в закрытом административно-территориальном образовании (ЗАТО) — город Озёрск.
1 апреля 1994 года Постановлением Главы администрации Челябинска-65 № 456 в соответствии с этим распоряжением в ЗАТО вводятся официальные географические названия : город Озёрск и посёлок Метлино.
Распоряжением Правительства РФ от 29 июля 2014 года № 1398-р «Об утверждении перечня моногородов» Озёрский городской округ включён в категорию «Монопрофильные муниципальные образования Российской Федерации (моногорода), в которых имеются риски ухудшения социально-экономического положения».

## Взрыв на химкомбинате
29 сентября 1957 года, воскресенье, 16 часов 22 минуты. На производственном объединении «Маяк» взорвалась одна из ёмкостей, в которой хранились высокоактивные отходы. Взрыв полностью разрушил ёмкость из нержавеющей стали, находившуюся в бетонном каньоне глубиной 8,2 метра. Всего в каньоне находилось 14 ёмкостей («банок»). Десятая часть радиоактивных веществ была поднята в воздух. После взрыва поднялся столб дыма и пыли высотой до километра, пыль мерцала оранжево-красным светом и оседала на зданиях и людях. Остальная часть отходов, выброшенных из ёмкости, осталась на промышленной площадке. В зону загрязнения попали реакторные заводы.
Сразу же после взрыва на объектах химкомбината дозиметристы отметили резкое возрастание радиационного фона. Загрязнёнными оказались многие производственные здания, автотранспорт, бетонные и железные дороги. Основное пятно радиоактивного загрязнения выпало на территории промышленных площадок, а в ёмкости было слито 256 кубометров радиоактивных растворов. Радиоактивное облако миновало город атомщиков и прошло стороной благодаря удачному расположению города, при его закладке учли розу ветров.
В результате взрыва ёмкости была сорвана бетонная плита весом 160 тонн. В здании, расположенном в 200 м от очага взрыва, была разрушена кирпичная стена. Не сразу обратили внимание на загрязнённые улицы, столовые, магазины, школы, детские дошкольные учреждения. В первые часы после взрыва радиоактивные вещества заносились в город на колёсах автомашин и автобусов, на одежде и обуви работников промышленных объектов. Наиболее загрязнённой стала центральный проспект Ленина, особенно при въезде в город со стороны промплощадки, и Школьная улица, где жило руководство комбината. В дальнейшем поступление радиоактивных веществ было приостановлено. Был запрещён въезд в город из промплощадок машин и автобусов. Работники объектов на контрольном пункте выходили из автобусов и проходили контрольно-пропускной пункт. Это требование распространялось на всех независимо от ранга и служебного положения. Обувь мылась на проточных поддонах. Ликвидация аварии происходила в тяжёлых условиях. Не было достаточного опыта по работе с последствиями таких аварий. Всему учились прямо на рабочих местах. Это был очень напряжённый и опасный труд. В ликвидации аварии по иронии судьбы принимал участие и самый известный озерчанин — Георгий Кривонищенко, участник трагического похода 1959 года в составе группы Дятлова. После окончания МИФИ он был направлен инженером в закрытый Озёрск, где работал на строительстве объектов комбината Маяк в учреждении п/я 404, ставшим потом Южно-Уральским Управлением Строительства (ЮУУС-ЮУС).Источник : Книга С. Н. Ивлева «Поход группы Дятлова. По следам Атомного проекта».
Территория, которая подверглась радиоактивному загрязнению в результате взрыва на химкомбинате, получила название Восточно-Уральский радиоактивный след (ВУРС). Его общая длина составляла примерно 300 км, при ширине 5—10 км. На этой площади проживало около 270 тысяч человек. На территории загрязнились поля, пастбища, водоёмы, леса, которые оказались непригодными для дальнейшего использования.
В докладной записке в адрес ЦК КПСС отраслевой министр Е. П. Славский писал: «Расследуя на месте причины аварии, комиссия считает, что главными виновниками этого происшествия являются начальник радиохимического завода и главный инженер этого завода, допустившие грубое нарушение технологического регламента эксплуатации хранилищ радиоактивных растворов». В приказе по Министерству среднего машиностроения СССР, подписанном Е. П. Славским, отмечалось, что причиной взрыва явилось недостаточное охлаждение ёмкости, что привело к повышению температуры в ней и к созданию условий для взрыва солей. Позднее это было подтверждено в опытах, проведённых центральной заводской лабораторией. Всю вину за аварию взял на себя директор комбината М. А. Демьянович, за что его освободили от обязанностей директора.
Радиационная авария на Урале поставила перед наукой и практикой целый ряд совершенно новых задач. Необходимо было разработать мероприятия радиационной защиты населения. Вблизи Челябинска-40 в посёлке Ворошиловск (Метлино) была создана опытная научно-исследовательская станция, которая сыграла ведущую роль в изучении последствий аварии и выработке необходимых рекомендаций.

## Население
| 1996    | 2000    | 2001    | 2002    | 2003    | 2005    | 2006    | 2007    | 2008    | 2009    | 2010    | 2011    |
| ------- | ------- | ------- | ------- | ------- | ------- | ------- | ------- | ------- | ------- | ------- | ------- |
| 89 200  | ↘87 500 | ↘87 300 | ↗91 760 | ↗91 800 | ↘91 400 | ↘87 500 | ↘87 200 | ↘86 900 | ↘86 503 | ↘82 164 | ↗82 200 |
| 2012    | 2013    | 2014    | 2015    | 2016    | 2017    | 2018    | 2019    | 2020    | 2021    | 2023    |         |
| ↘81 521 | ↘81 023 | ↘80 596 | ↘80 017 | ↘79 518 | ↘79 265 | ↘79 069 | ↘78 811 | ↘78 440 | ↘76 896 | ↘76 434 |         |

На 1 января 2025 года по численности населения город находился на 216-м месте из 1124 городов Российской Федерации.

## Озёрск сегодня

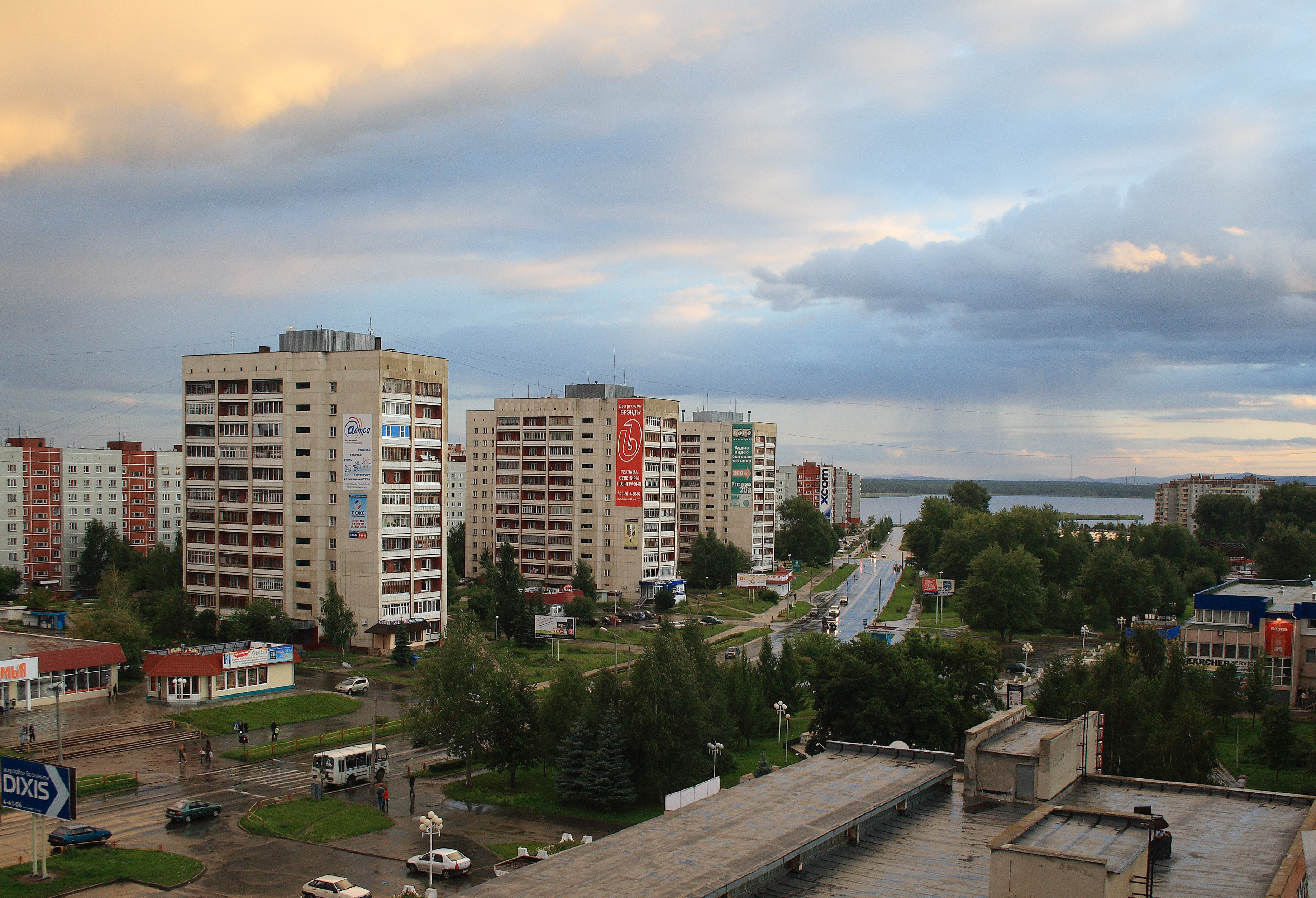
Проспект Карла Маркса

Озёрск имеет свои памятники истории и культуры. Прежде всего это рассекреченные документы эпохи СССР как указ президиума Верховного Совета РСФСР о присвоении городу статуса и названия — Озёрск. Более полусотни объектов города являются архитектурными памятниками. Это дворец культуры «Маяк», здание центральной заводской лаборатории, здания театра «Наш дом» и филиала МИФИ — Озёрского технологического института, ансамбли площадей и художественные скульптуры, украшающие скверы города. В топонимике Озёрска имена значимых для города людей: это площади Курчатова и Броховича, скверы Фетисова и Логинова, улицы, названные в честь Архипова, Ермолаева, Залесского, Колыванова, Музрукова, Мишенкова, Семёнова и Царевского. Самыми зелёными в городе являются улицы Лермонтова и Пушкина. Самое высокое здание Озёрска — четырнадцатиэтажный дом по улице Матросова. Самая длинная улица города — проспект Ленина, вдоль которого проходит аллея Трудовой Славы, где поставлены стенды с именами лучших работников комбината «Маяк». Улица проходит через весь город с запада на восток. Самая широкая улица города — проспект Карла Маркса, шириной 100 метров. Это торговый и досуговый центр Озёрска, в быту называемый «Бродвеем». На проспекте Карла Маркса находится рынок и ряд крупных магазинов. По выходным там осуществляются конные прогулки на лошадях и упряжках с лошадьми из детского эколого-биологического центра.

Архитектура
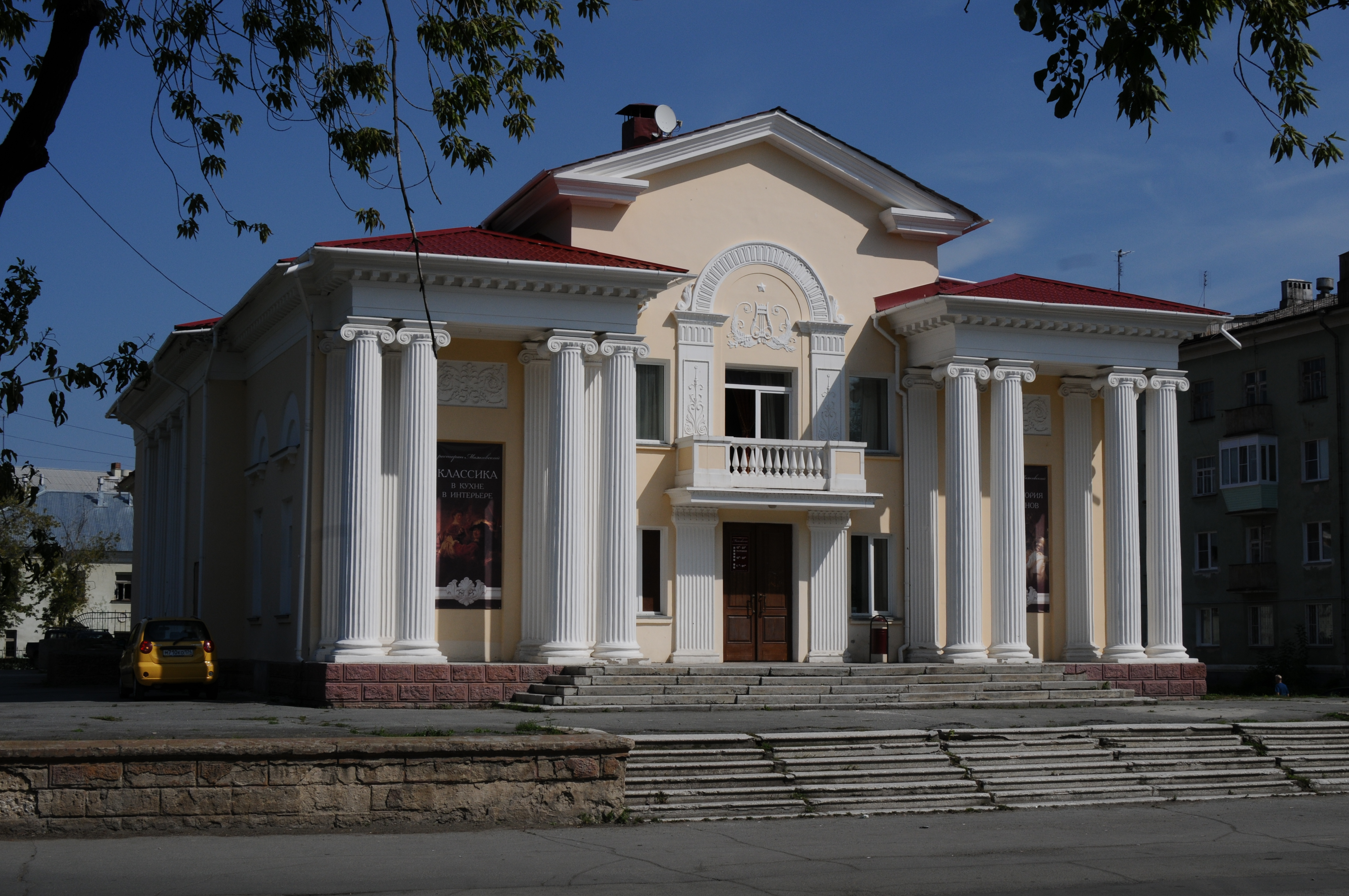
Бывший кинотеатр имени Маяковского
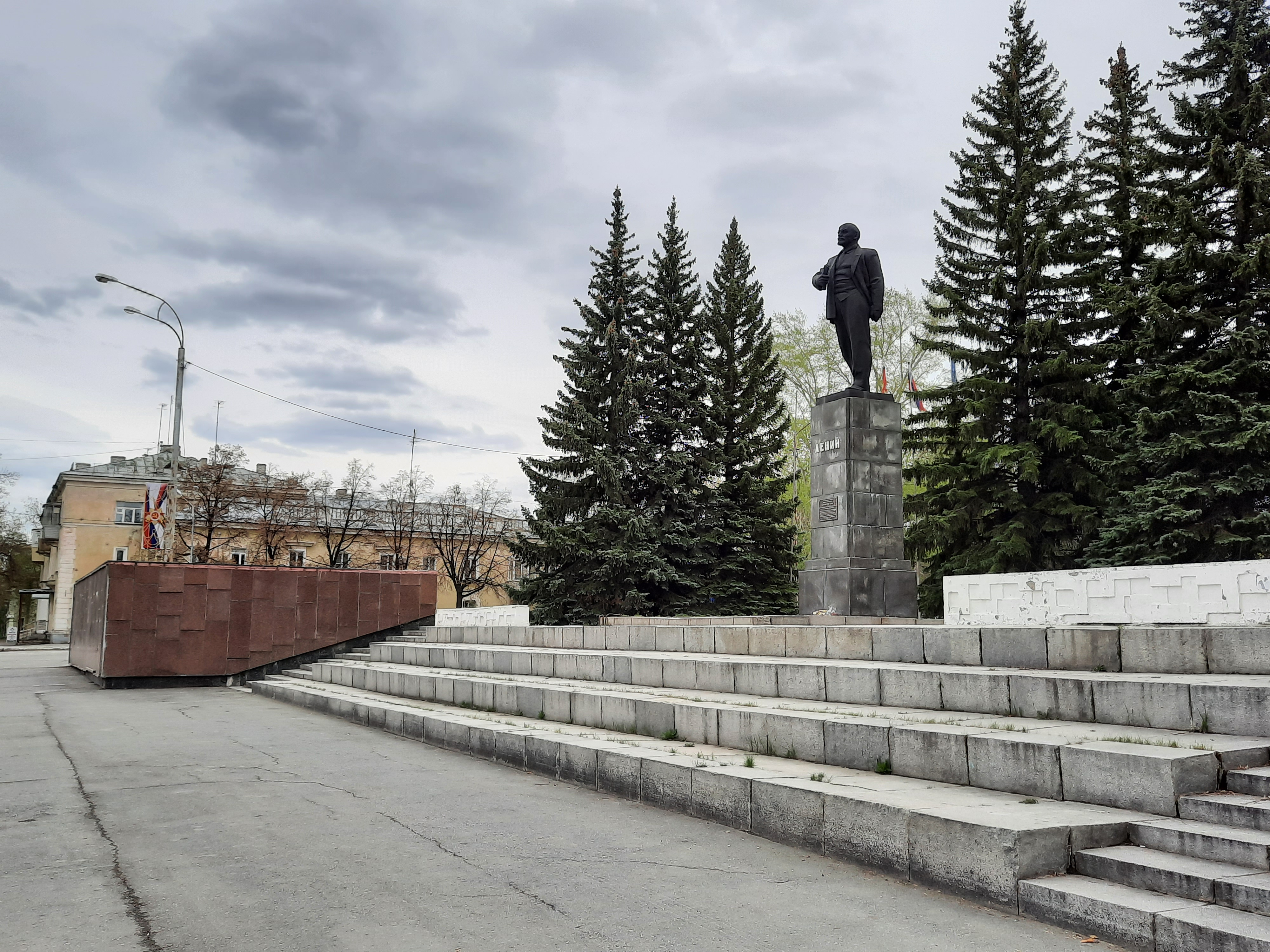
Площадь имени В. И. Ленина
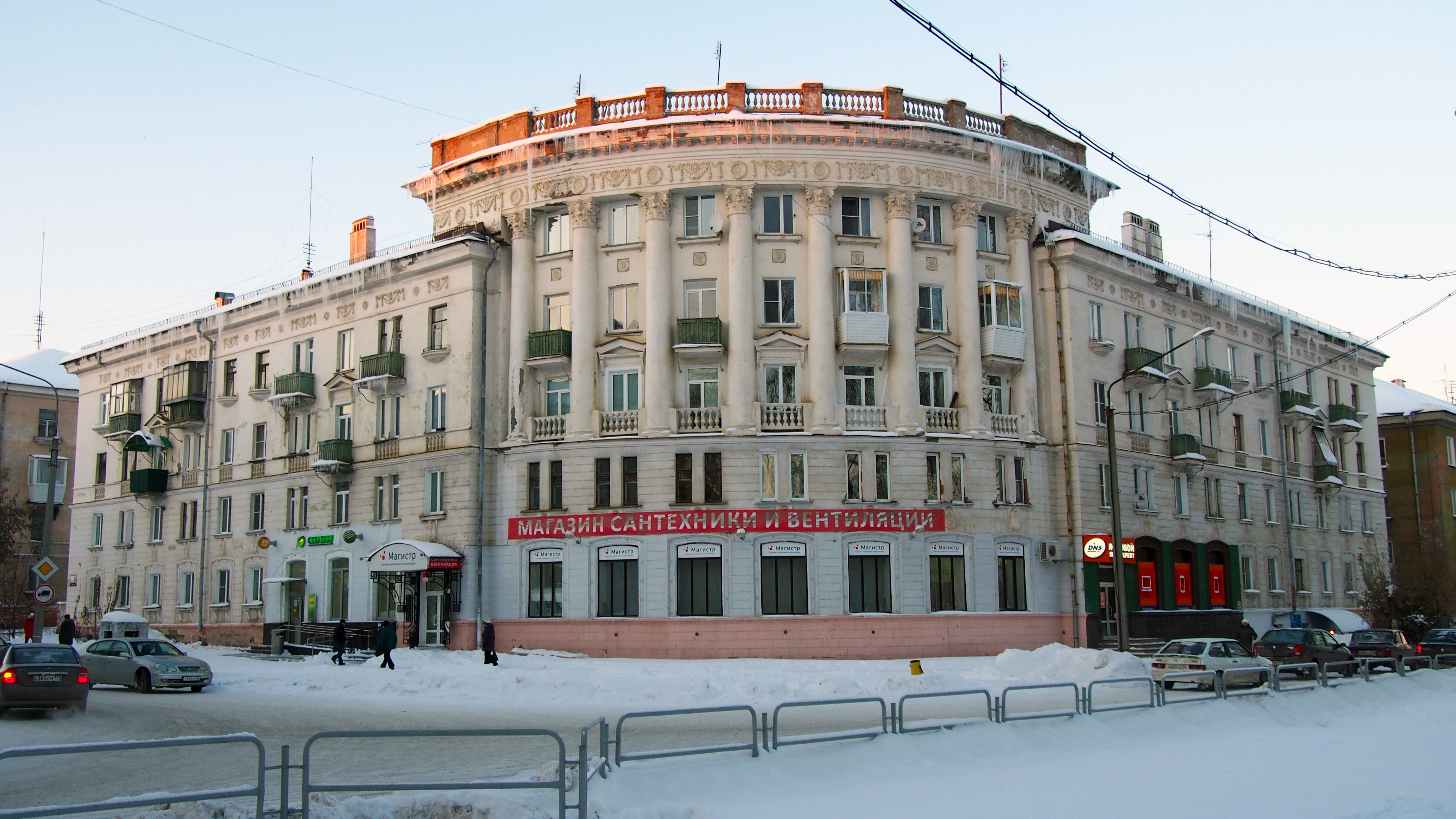
Угловой жилой дом — памятник архитектуры
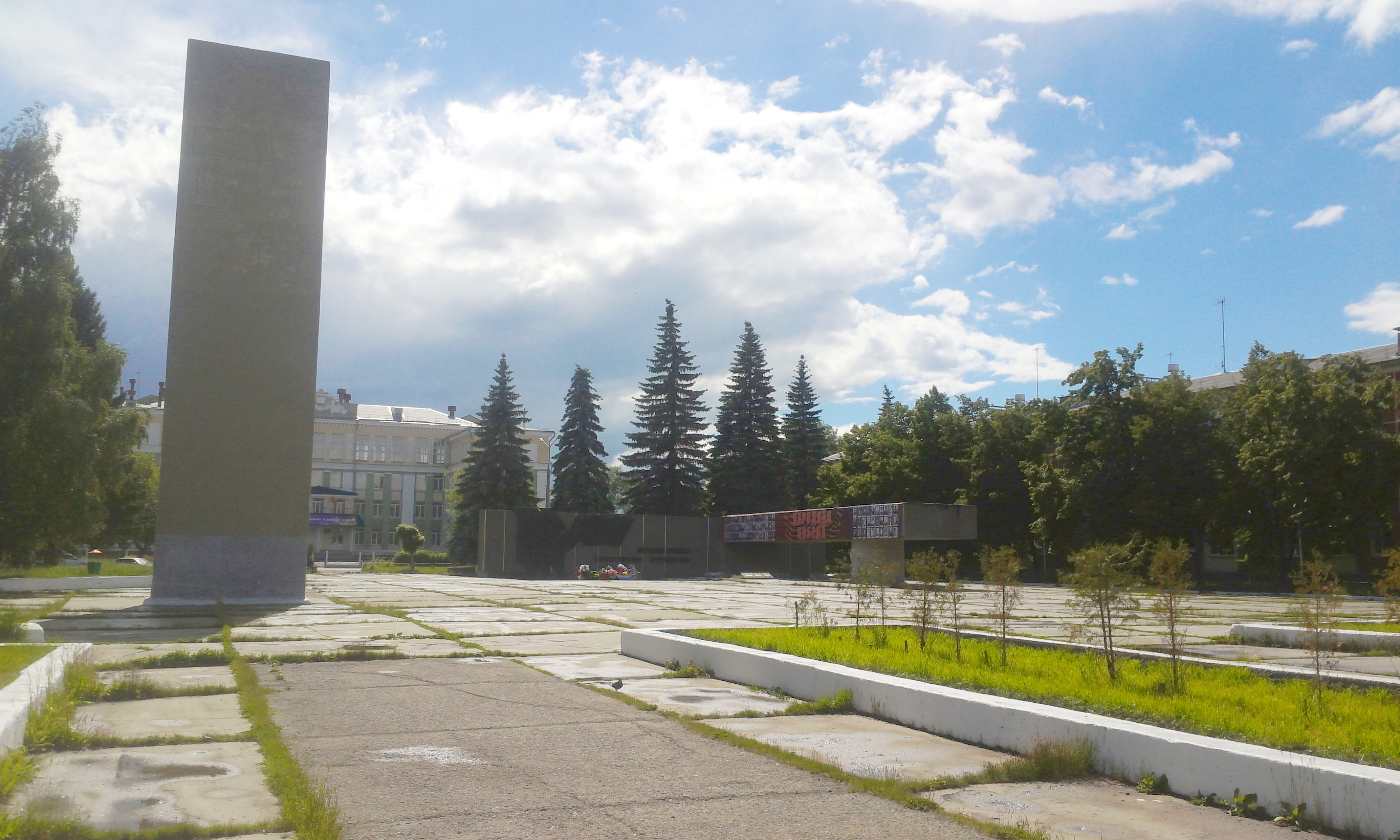
Вечный огонь
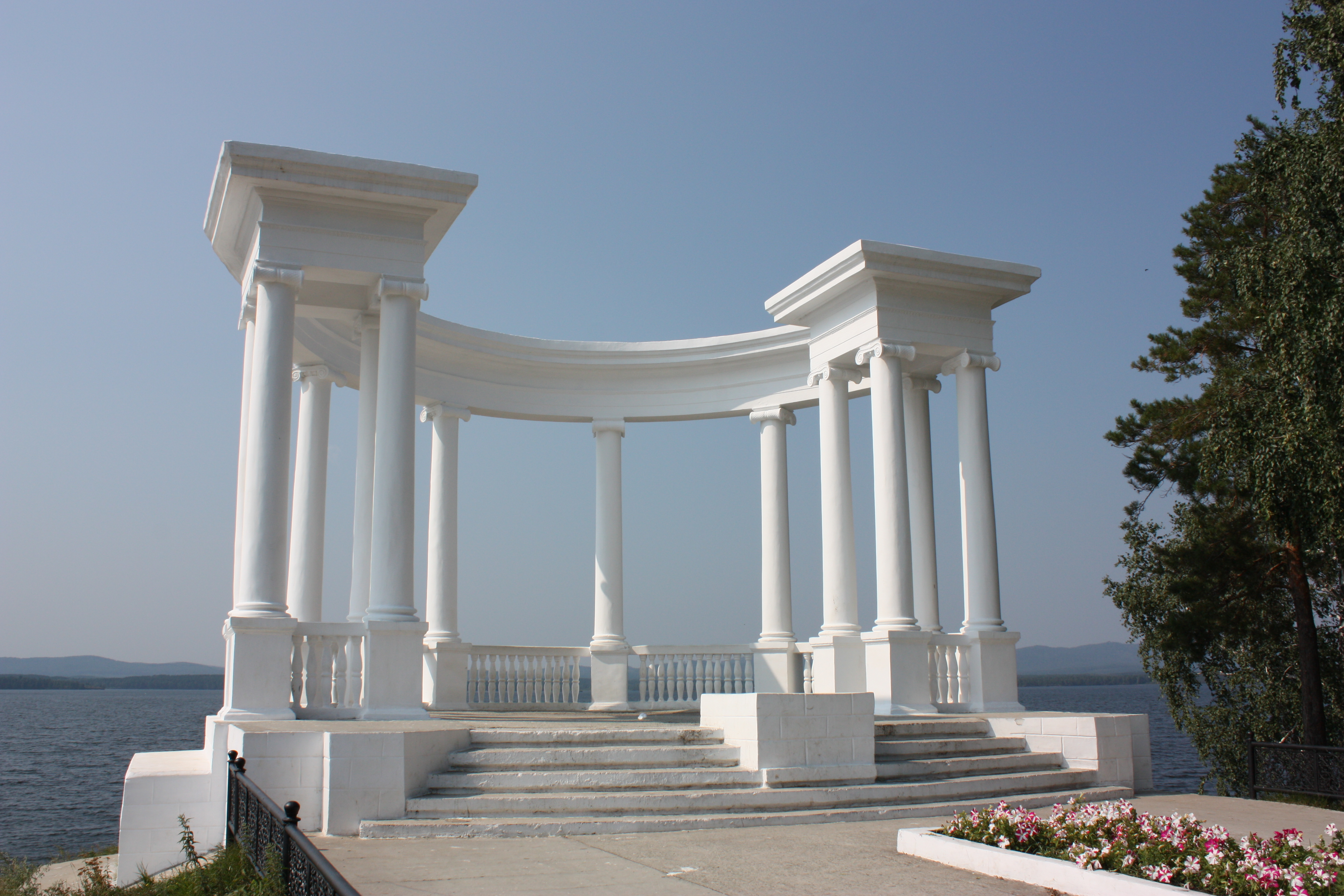
Курчатовская ротонда («Беседка»)
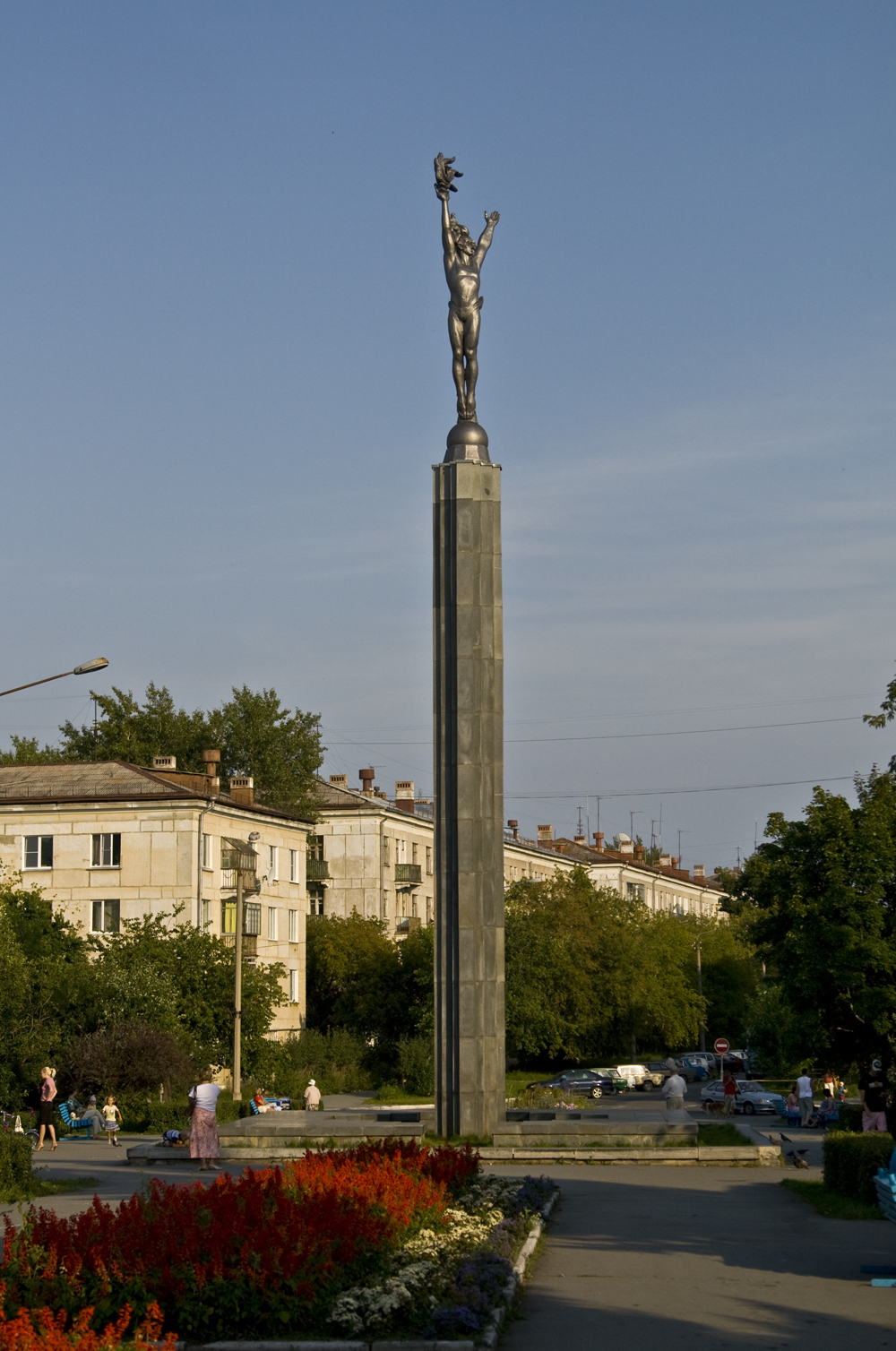
Прометей
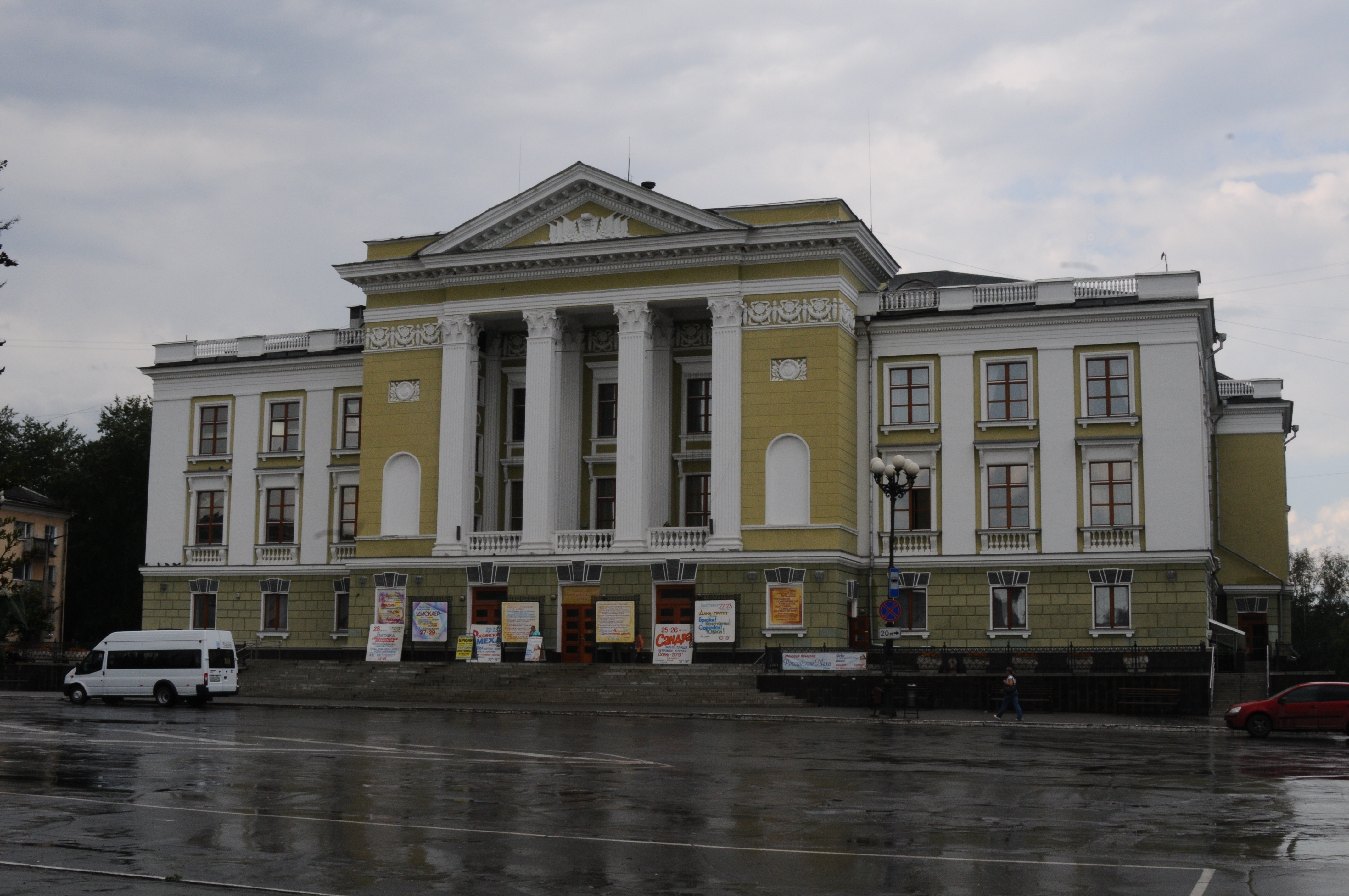
Дворец культуры «Маяк»
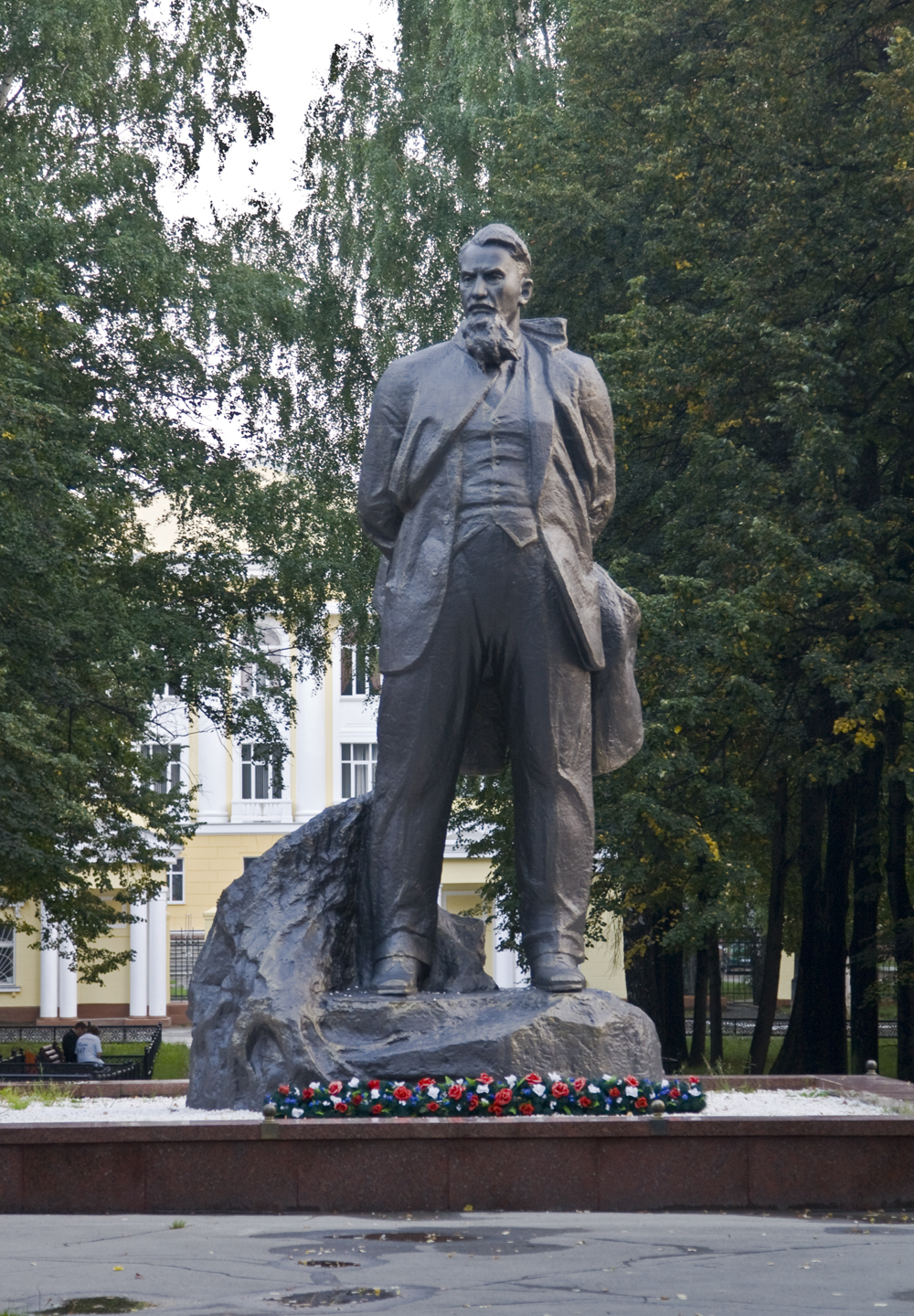
Памятник Игорю Курчатову

## Промышленность
Экономическую структуру Озёрска определяет, в первую очередь, крупный промышленный и строительный комплекс, а также транспорт, связь, торговля, жилищное и коммунальное хозяйство. В городе функционирует несколько предприятий, выпускающих оборудование для предприятий нефтеперерабатывающей, нефтехимической, химической, атомной, металлургической и пищевой промышленности. В настоящее время в городе 85 промышленных предприятий различных форм собственности, из которых 12 крупных и средних.

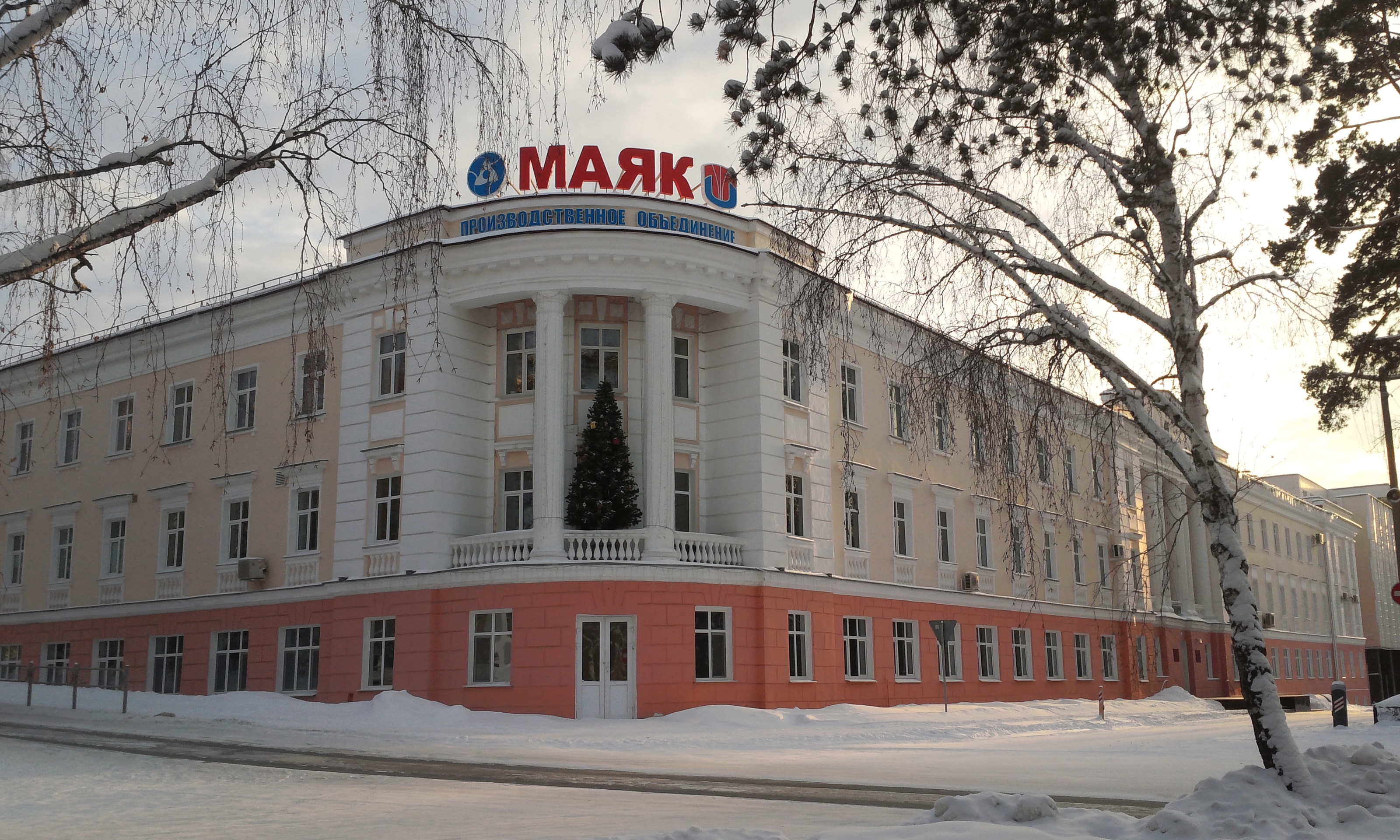
Здание управления ПО «Маяк»

Градообразующее предприятие: ФГУП "Производственное объединение «Маяк» Государственной корпорации по атомной энергии «Росатом». Приоритетными направлениями деятельности предприятия являются выполнение оборонного заказа, переработка и утилизация облучённого ядерного топлива, производство радиоактивных изотопов, применяемых во многих отраслях экономики, в том числе и в медицине. ФГУП "ПО «Маяк» поддерживает торговые связи с иностранными партнёрами. В общем обороте предприятий промышленности продукция ПО «Маяк» в 2008 году составила 72 %. Доля ПО «Маяк» в общем объёме промышленного производства Озёрска в 1997 году составляла почти 90 %, в 2004 году немногим более 80 %.
А также:
- ООО "НПРО «Урал»;
- ООО «Озёрский завод энергоустановок» (ОЗЭУ);
- ПАО «Энергопром»;
- ПАО «Южно-Уральские машиностроительные заводы»;
- ООО «Озёрский завод нестандартного оборудования»;
- АО «Уральская монтажно-промышленная компания»;
- АО «Южно-Уральский спирто-водочный завод».

Сохраняется большое число малых предприятий, выполняющих строительные и ремонтно-строительные работы.

## Образование
В городе более десятка школ, в том числе и с углублённым изучением предметов, несколько профессиональных училищ, лицей, техникум (колледж), а также филиалы университетов МИФИ и ЮУрГУ.
В 1998 году построен дворец творчества детей и молодёжи, где организованы досуг и обучение детей в различных кружках и студиях творческого характера. В детском эколого-биологическом центре имени А. Н. Белкина, более известном как станция юных натуралистов, занимается большое количество детей. Есть детская станция юных техников для детей, склонных к технике и моделированию, конструкторскому делу, фото- и киноискусству.
Некоторые из профессиональных учебных заведений города готовят специалистов для работы на производственном объединении ФГУП "ПО «Маяк» — профессионально-технические училища № 44, № 46. Ныне они объединены в Озёрский технический колледж.
В 1970 году в Озёрске (тогда Челябинск-65) открыто музыкальное училище (с 1971 года филиал Челябинского музыкального училища, с 2005 года Озёрский колледж искусств).

### Вузы

#### ОТИ НИЯУ МИФИ

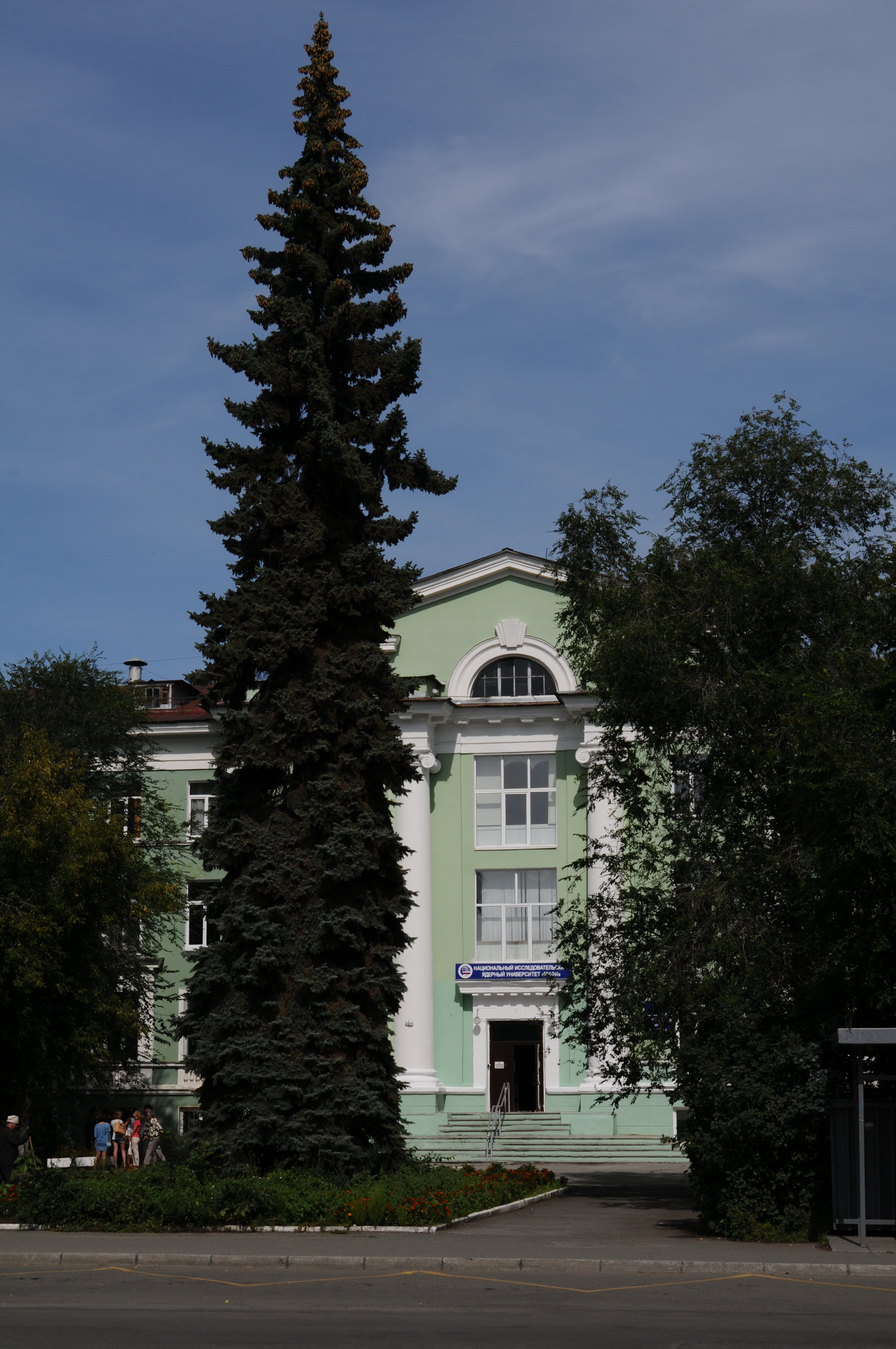
Филиал МИФИ на проспекте Победы, 48

На настоящий момент в городе находится Озёрский технологический институт (филиал) ФГАОУ ВПО "Национальный исследовательский ядерный университет «МИФИ». Основанием для его возникновения явилось то, что город, а именно химический комбинат «Маяк», остро нуждался в специалистах высокого класса — инженерных кадрах атомной промышленности.
Здание учебного корпуса филиала МИФИ построено в 1950 по проекту архитектора А. Домнина.
Кафедры института
- Кафедра прикладной математики;
- Кафедра высшей математики;
- Кафедра электроники и автоматики;

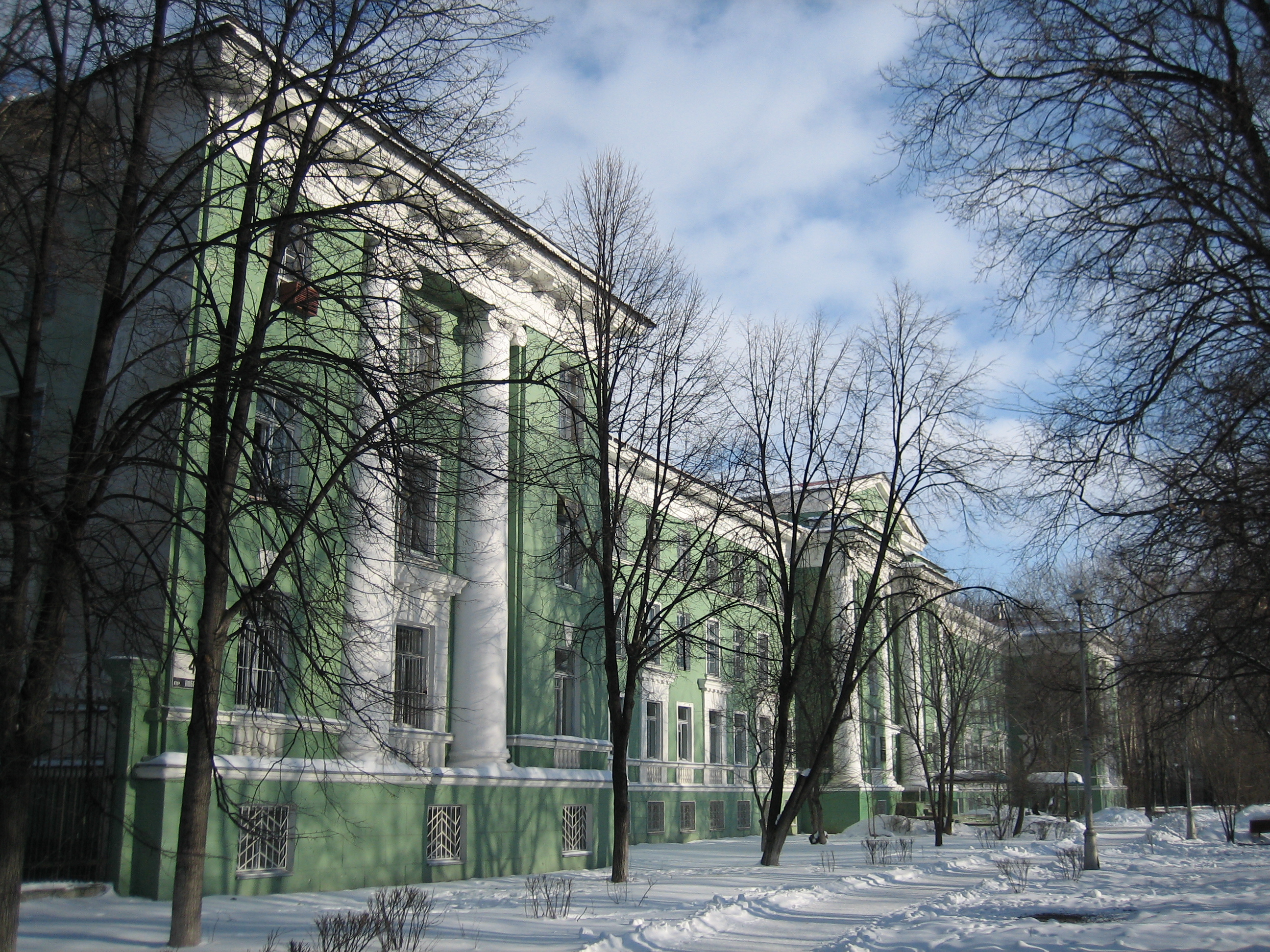
Филиал МИФИ на проспекте Победы, 48

- Кафедра электрификации промышленных предприятий;
- Кафедра экономики и управления;
- Кафедра технологии машиностроения и машин и аппаратов химических производств;
- Кафедра иностранных языков;
- Кафедра физики;
- Кафедра гуманитарных дисциплин;
- Кафедра химии и химических технологий.

#### Озёрский филиалЮУрГУ
Филиал университета в Озёрске был открыт в 1998 году. В структуре ОФ ЮУрГУ было 6 кафедр:
- «Электроэнергетика и электротехника»,
- «Экономика»,
- «Лингвистика»,
- «Юриспруденция»,
- «Строительство»,
- «Информатика и вычислительная техника».

В 2017 году филиал прекратил свою деятельность как неэффективный.

### Колледж
Колледж создан на базе Южно-Уральского политехникума. В своё время политехникум создан в городе с целью подготовки специалистов для комплектования кадрами ПО «Маяк» и строительного треста «ЮУУС». В 1995 году техникум получил статус колледжа. В настоящее время входит в состав ОТИ НИЯУ «МИФИ».
Ведётся подготовка по 14 образовательным программам базового и повышенного уровня среднего профессионального образования:
- компьютерные системы и комплексы;
- радиационная безопасность;
- технология машиностроения;
- электронные приборы и устройства;
- химическая технология неорганических веществ;
- строительство и эксплуатация зданий и сооружений;
- монтаж, наладка и эксплуатация электрооборудования промышленных и гражданских зданий;
- земельно-имущественные отношения;
- и другим.

## Здравоохранение
Здравоохранение Озёрска представлено федеральной сетью лечебных, оздоровительных и научных учреждений, объединённых в крупные структуры:
 центр гигиены и эпидемиологии № 71, бюро МСЭ № 71 — филиал ФКУ «ГБ МСЭ ФМБА России», клиническая больница № 71 находящиеся в ведении Федерального медико-биологического агентства. ФГБУЗ «КБ № 71 ФМБА России» объединяет пять амбулаторно-поликлинических подразделений и 23 лечебных отделения.
В посёлке Новогорном, входящем в состав Озёрского городского округа, располагается ФГУЗ «Областная специализированная психиатрическая больница № 4».
По показателям смертности и доле запущенных случаев злокачественных новообразований Озёрск наряду с другими муниципальными районами лидирует по Челябинской области.

## Транспорт

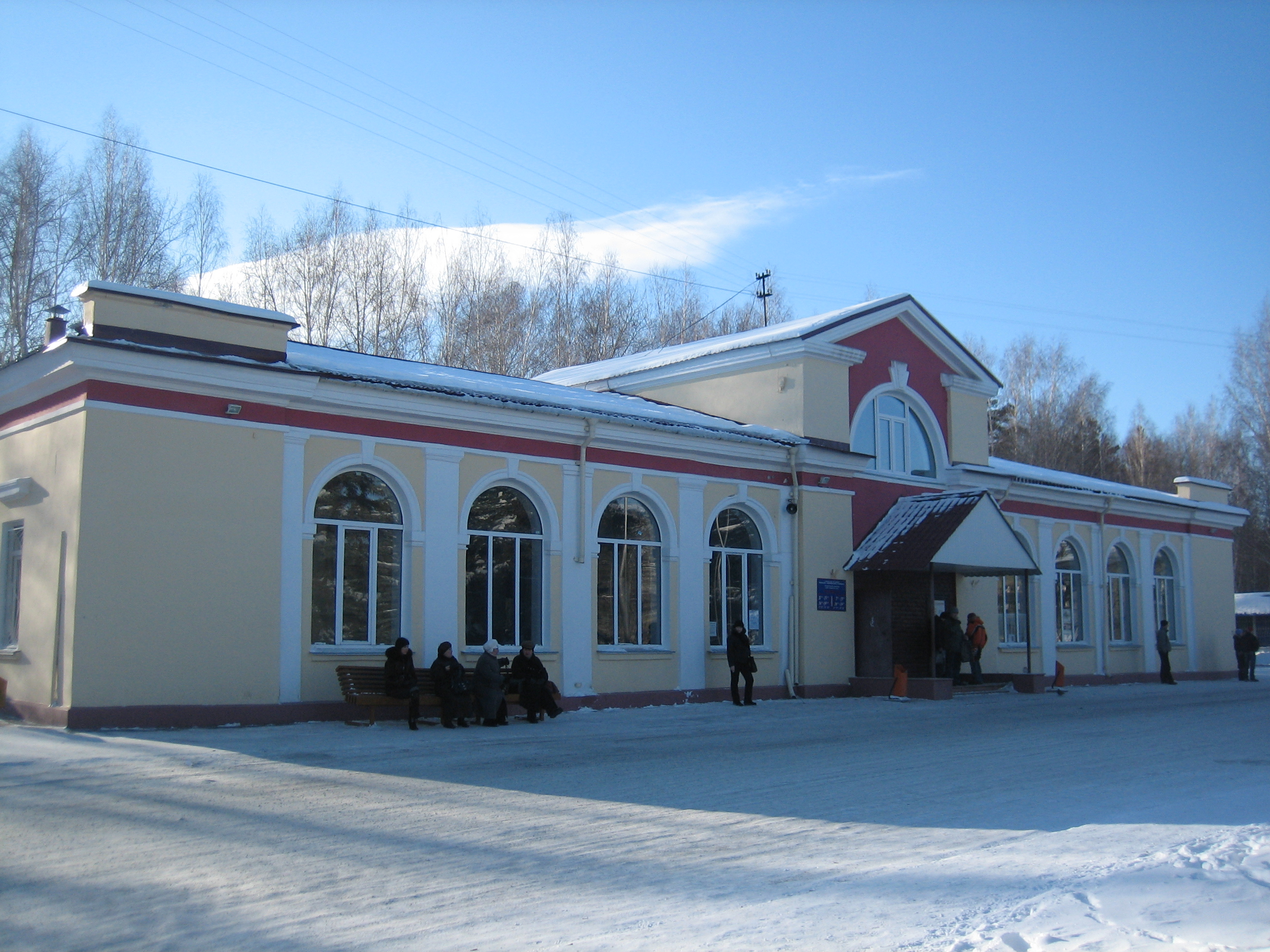
Здание бывшего автовокзала. Фото 2007 года.

Транспортная система города находится в кризисном состоянии. В 2023 году в городе существовало 14 городских и 7 садовых автобусных маршрутов, которые охватывали не все районы города. В начале 1990-х годов обсуждалось строительство в городе троллейбусной линии. Намного раньше, в 1960-е годы рассматривалась возможность открытия трамвайного движения.
Ранее в городе существовал железнодорожный вокзал, следовали беспересадочные пассажирские вагоны до Москвы через Свердловск и Челябинск. Сейчас все пути разобраны, осталась пассажирская платформа, в здании железнодорожного вокзала магазины и кассы автовокзала. С автовокзала следовали автобусы до Кыштыма, Метлино, Новогорного, Екатеринбурга и Челябинска.

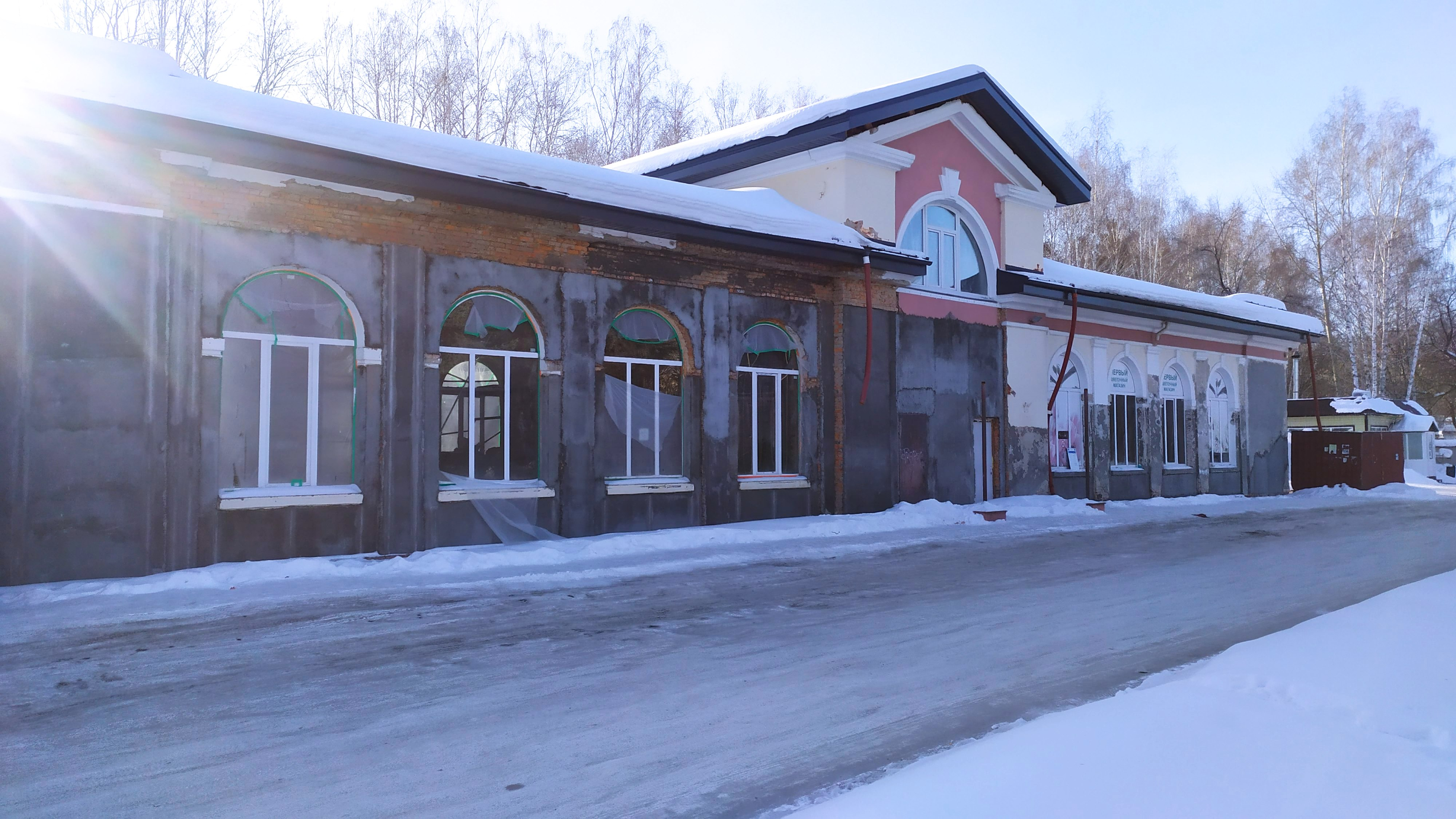
Здание бывшего автовокзала. Фото 2024 года.

Неэффективная политика нескольких городских администраций в течение последних 10-15 лет привела к перебоям в работе, убыткам, а затем — к банкротству главного городского перевозчика МУП «Управление автомобильного транспорта» в 2020 году и затяжным судебным спорам. Имущество предприятия, включая автобусный парк и объект культурного наследия — здание автовокзала, были проданы на торгах. Ныне здание бывшего автовокзала находится в неудовлетворительном состоянии и нуждается в ремонте.
Передача городских и междугородних маршрутов частным перевозчикам приводит к срывам графика движения, сбоям в расписании и увеличению стоимости перевозок. Сокращается число рейсов в Челябинск, прекращены рейсы в Екатеринбург. Хронические проблемы городского транспорта стали одной из причин увеличения количества личного автотранспорта у горожан, появления «пробок» на дорогах города и повышенного износа дорожной сети.

## Культура
В городе действуют 14 различных муниципальных учреждений культуры: централизованная библиотечная система, два театра : театр драмы и комедии «Наш дом» и театр кукол «Золотой петушок», музыкальная школа, музыкальный колледж, детская художественная школа, 1 Дворец культуры 4 и дома культуры, а также есть МУП центральный парк культуры и отдыха с детским парком и МУП кинотеатр «Октябрь».
Некогда в городе было 3 кинотеатра. Первым в старом районе города был открыт кинотеатр «Маяковский», который потом стал детским кинотеатром. Сейчас его здание выкуплено и перестроено под магазин. Первым широкоэкранным кинотеатром был «Мир», ныне в его здании располагается муниципальный центр молодёжи.

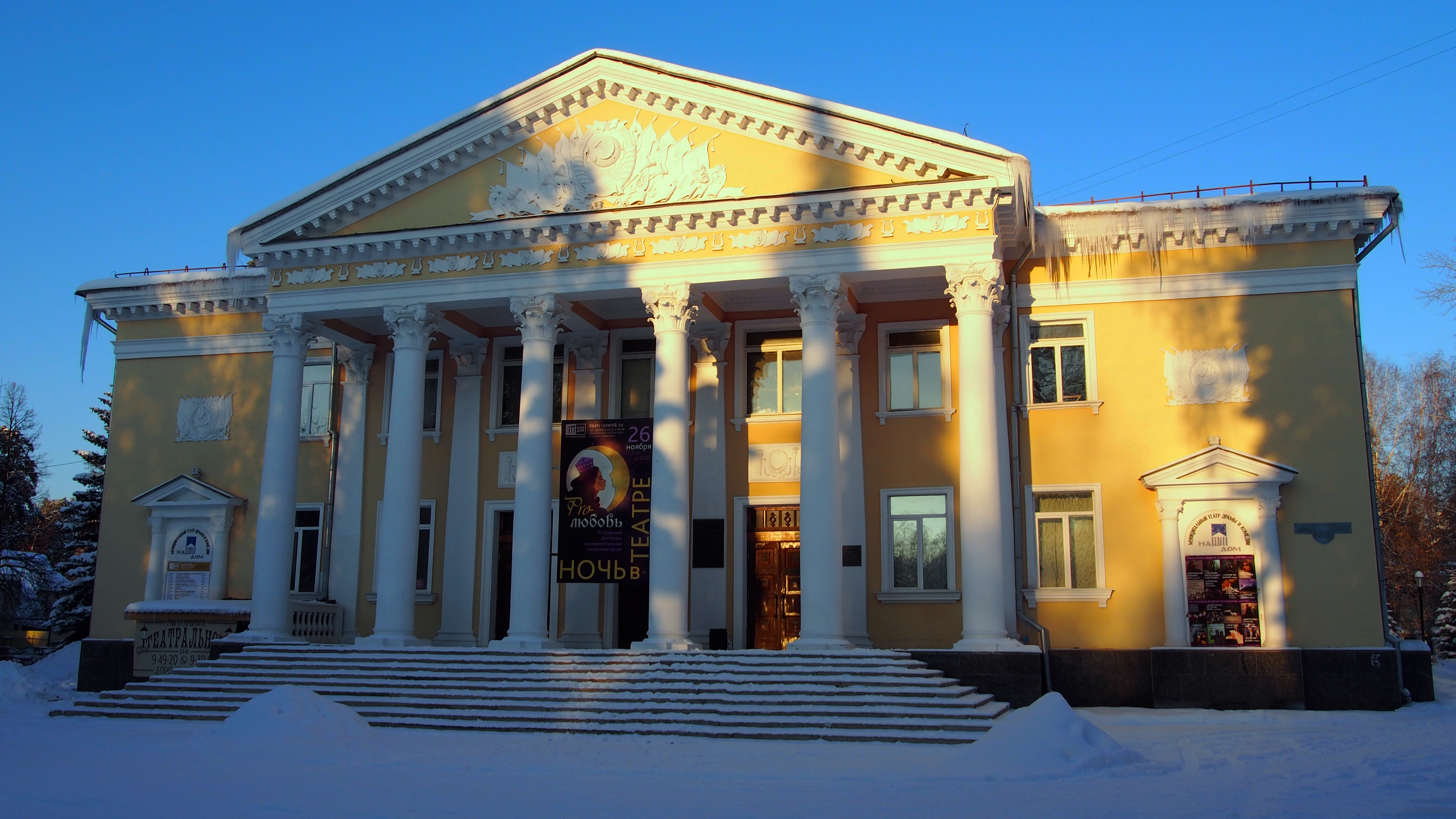
Театр драмы и комедии «Наш дом»

### Озёрский театр драмы и комедии «Наш дом»
В 1948 году в клубе им. Ленинского комсомола зародился театр, чему поспособствовал Курчатов, напрямую обратившийся к Сталину. В итоге специально для него в 1950 году было построено новое здание театра в центре города. Он получил название и статус как областной драматический театр имени М. Горького. С 1956 по 1968 год наряду с драматической труппой в театре работала опереточная, но была расформирована.
С 2010 года у театра новое название: Озерский театр драмы и комедии «Наш дом». В труппе есть заслуженные артисты Российской федерации: Владимир Азимов, Вячеслав Лясецкий, Елена Шибакина, Николай Скрябин.
Ежегодно на базе театра проводился фестиваль экспериментальных форм «Ночь в театре».

### Театр кукол «Золотой петушок»
В 1952 году группой актёров-энтузиастов из театра имени М.Горького (театр «Наш дом») начали ставиться кукольные спектакли. Так зародился и обрёл самостоятельность в 1953 году театр кукол. Своё нынешнее название получил в 1977 году, а в 1978 году переехал в новое здание.
С 2006 года театр проводит региональный открытый театральный фестиваль студенческих дипломных работ «ДИП-студия», переросший во всероссийский.

## Спорт
Наибольшей популярностью у озерчан пользуются игровые виды спорта, хоккей, плавание, борьба дзюдо, тяжёлая атлетика, лыжи, кикбоксинг, бодибилдинг. С 1987 года развивается американский футбол, который в течение первых 10 лет культивировался в культурно-спортивном клубе «Федерал». Команда «Уральские зверобои» выступала в чемпионате России.

## Религия

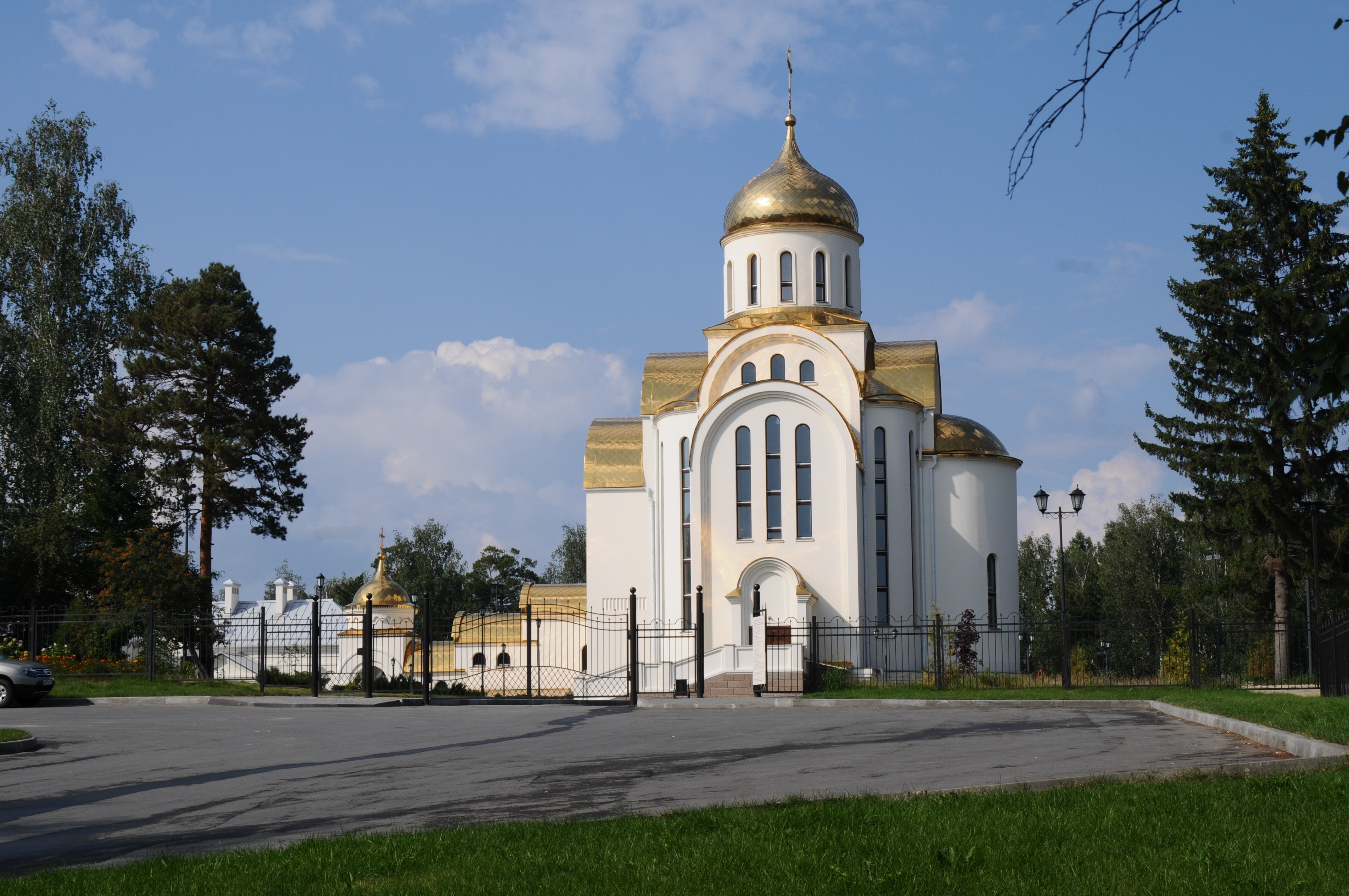
Храм Покрова Пресвятой Богородицы

### Русская Православная Церковь
- Храм Покрова Пресвятой Богородицы.[49].
Настоятель благочинный Озёрско-Кыштымского округа Челябинской епархии, протоиерей Димитрий Шорин.
- Храм святителя Николая в посёлке № 2 Татыш.
 Первый настоятель протоиерей Михаил Карташёв (1969—2019)
- Храм во имя иконы Божией Матери «Владимирская» в посёлке Новогорном.
 Настоятель иерей Леонид Ганиев.

### Мечети
- Мечеть
- Мечеть Искренность

### Протестантские общины
- Дом молитвы христиан веры евангельской Свет Евангелия

## Органы власти

### Главы города/Озёрского городского округа
- Подольский Анатолий Николаевич — 1992—1996;
- Чернышёв Сергей Георгиевич — 1996—2000, 2005—2010;
- Малков Владимир Васильевич — 2000—2005;
- Калинин Александр Алексеевич — 2010—2015;
- Костиков Олег Вячеславович — 2015—2017.
- Щербаков Евгений Юрьевич — 2017—2024;
- Гергенрейдер Сергей Николаевич — 2024— н. в.

### Главы администрации города/Озёрского городского округа
- Трофимчук Виктор Васильевич — 2010—2011;
- Тарасов Евгений Владимирович — 2011—2012;
- Фёдоров Александр Владимирович — 2012—2013[50];
- Качан Павел Юрьевич — 2013—2015;
- Щербаков Евгений Юрьевич — 2015—2017;

Ныне должности нет. Глава ОГо является главой администрации ОГО.
В городе расположена 93-я ордена Красной Звезды дивизия войск национальной гвардии РФ (войсковая часть № 3273), выполняющая задачи по охране ядерно-оружейного комплекса России в Челябинской области. Непосредственно на территории города располагаются следующие войсковые части, входящие в состав дивизии: в/ч 3445, в/ч 3446, в/ч 3448, 32-й морской отряд в/ч 6777 войск национальной гвардии Российской Федерации.

## Почётные граждане
Решение об утверждении звания «Почётный гражданин г. Челябинска-65», создании книги почётных граждан города и установлении Доски почёта было принято в 1972 году (решение исполнительного комитета городского совета депутатов трудящихся № 372 от 19.10.1972 года). Звание присваивается на основании положения о присвоении звания «Почётный гражданин Озёрского городского округа». За всё время звания Почётный гражданин удостоены более 100 человек.